# Nuria Núñez Hierro
Nuria Núñez Hierro (Jerez de la Frontera, Província de Cadis, 7 de setembre de 1980) és una compositora espanyola.
Va començar la seva formació en el Conservatori Superior de Música de Còrdova amb els professors Juan de Dios García Aguilera i Francisco Martín Quintero. L'any 2008 es va traslladar a Berlín iniciant estudis de Màster en Composició en la Universität der Künste Berlín sota la tutela d'Elena Mendoza que conclouen amb Esment d'Honor. Ha estat becada per la Fundació La Caixa i el Deutscher Akademischer Austausch Dienst (DAAD), la conselleria de Cultura de la Junta d'Andalusia i la Fundació Autor. Va completar el seu aprenentatge en diversos festivals al llarg d'Europa, com el IRCAM-ManiFeste (París), el Meisterkurs Orchesterkomposition de la RSO Stuttgart o la Càtedra Manuel de Falla i en cursos i classes magistrals amb compositors com Iris ter Schiphorst, Walter Zimmermann, Arnulf Hermann, José María Sanchez-Verdú, Rebecca Saunders, José Manuel López López, César Camarero i Maurici Sotelo. L'any 2014 va guanyar una de les beques de postgrau de la Graduiertenschule de la Universität der Künste Berlín que li permet especialitzar-se en projectes escènics per a nens,. D'altra banda, Núñez Hierro ha realitzat el Màster Universitari en Recerca Musical a la Universitat Internacional de La Rioja i actualment és doctoranda en musicologia en la Universitat Complutense de Madrid. A més és llicenciada en Veterinària per la Universitat de Còrdova.
Dedicada a la composició, el seu catàleg recull obres per a solistes, música de cambra i orquestra. que han estat interpretades a Espanya, Alemanya, Itàlia, França, Rússia, Mèxic i Colòmbia per ensembles com el Ensemble Intercontemporain (FR), Ensemble Ascolta(DE), Studio New Music Ensemble of Moscow (RU), Trio Transmitter (DE), Orbis Trio (CZ),Taller Sonor(ÉS),, B3:Brouwer Trio o el Liminar Ensemble(MX) i orquestres com la RSO Stuttgart, la Jenaer Philharmonie, la Loh-Orchester Sondershausen, la Jove Orquestra Nacional d'Espanya, l'Orquestra Simfònica de Sevilla o l'Orquestra Filharmònica de Màlaga.
En els darrers anys el compromís no sols amb la creació de nous públics sinó també amb la creació de nou repertori per al públic actual l'ha portat a treballar en propostes que impliquin joves audiències com la residència en l'Orquestra de la Ràdio de Berlín (Rundfunk Sinfonieorchester Berlin (RSB) per al projecte Rapauke macht Musik, l'òpera Kleines Stück Himmel per a nens des de 2 anys per encàrrec de Deutsche Oper Berlin, la vídeo-òpera L'Illa per a públic des d'11 anys, encàrrec de la Fundació BBVA, l'òpera amb teatre d'ombres El somni del senyor Rodari per a públic des de 6 anys d'edat realitzada en l'Acadèmia d'Espanya a Roma i Bestiarium, teatre musical interactiu per a públic a partir de 6 anys coproduït entre la Graduiertenschule der Universität der Künste Berlin, el Senat de Berlín, la Fundació Einstein, la Haus der Kulturen der Welt, Volksbühne Berlín i el ensemble DieOrdnungderDinge.

## Premis i reconeixements
- XXXIX Premi Reina Sofia de Composició (2022).
- Millor Òpera i Premi del Públic per a l'obra L'Illa en els Young Audience Awards (2020) atorgats per Jeunesses Musicals International i RESEO.[13]
- Residència artística en l'Acadèmia de les Arts Vila Massimo - Casa Baldi a Roma (2018).[14]
- Residència artística en l'Acadèmia d'Espanya a Roma (2017- 2018).[15]
- Beca de producció artística Leonardo de la Fundació BBVA (2017),.[16][17]
- Residència artística en la Vila Aurora - Thomas Mann House a Los Angeles (2015).[18]
- Primer Premi i Premi del Públic en el concurs de composició per a orquestra del 15è Festival de Primavera de Weimar (2014).[19]
- Finalista en el Concurs de Composició per a Orquestra en la Biennal de l'Orquestra Simfònica de Brandenburg (2014).
- Residència artística en l'Acadèmia Estatal de Turíngia en Sondershausen (2013).[20]
- Tercer premi en la VII Jurgenson International Composer's Competition, atorgat pel Centre per a la Música Contemporània de Moscou (2013).[21]
- Premio Promoció d'estrenes per a joves compositors de la JONDE del Ministeri de Cultura d'Espanya (2011).,.[22][23]
- Premi de composició CDMC en els Premis Creació Jove del INJUVE (2009).[24]
- Primer Premi del concurs de composició per a joves compositors Fundació Autor- CDMC (2007),.[25][26]

## Obres
El catàleg d'obres està disponible actualitzat en la pàgina web de la compositora i en la pàgina del Centre de Documentació Musical d'Andalusia
Obres escèniques
- La Isla (2017 - 2019)
- El sueño del señor Rodari (2018)
- Kleines Stück Himmel (2016)
- Bestiarium (2014 - 2018)

Obres orquestrals
- Ecdisis: sobre la naturaleza del cambio (2022-23)
- Enjambres (2015-2020)
- Unvollendete Wege (2021)
- Rapaukes Sommernachtstraum (2022)
- Lost in Sahara (2013)
- 2 Skizzen zu Die Fragilität des Gleichgewichts (2011-2012)
- Donde se forjan las quimeras (2010-11)
- La fragilidad del equilibrio (2009)

Obres per a ensemble
- De la naturaleza de las cosas (2020)
- Migraciones (2019)
- Resilience (2013)
- Der rote Faden I (2012, rev. 2018)
- Desvío de horizonte (2011)
- No entres dócilmente en la noche callada (2009)
- Ao fogo esparso... (2008)
- Sombras azules sobre lienzo rojo (2007)
- Eklipse de mar (2007, rev. 2012)

Música de cambra
- Murmuraciones (Cartografías 1) (2021)
- Ocnos (2016)
- Morlocks (2015)
- Alla ricerca disperata del sole (2014)
- Fake (f)or real (2014)
- Samum (2014)
- Treffpunkt (2013)
- Kafka is dead (2012)
- Der rote Faden II (2011)
- Imágenes desde el desierto (2010)
- O silencio das vagalumes (2008)

Obres per a un sol instrument
- Chelo en el país de las hormigas (2021)
- Oneironauten (2019)
- Das Gedächtnis der Spiegel (2019)
- Kraken (2015-16)
- Der Rote Faden III (2012)
- Sueño de alondra en cabeza de lechuza (2006-2010)[28]